# Jakob Muth-Preis
Der Jakob Muth-Preis für inklusive Schule zeichnet seit 2009 Schulen aus, die inklusive Bildung beispielhaft umsetzen. Projektträger sind der Beauftragte der Bundesregierung für die Belange behinderter Menschen, die Deutsche UNESCO-Kommission (DUK) e.V. und die Bertelsmann Stiftung. Es werden insgesamt vier Preise vergeben: Drei gleichwertige Preise an Einzelschulen mit einem Preisgeld von je 3000 Euro sowie ein Preis an einen Schulverbund, der mit 5000 Euro dotiert ist. 2019 wurde statt des Verbundpreises ein weiterer Einzelschulpreis vergeben. Zeitweise konnten die Preisträger außerdem kostenlos eine individuell auf sie zugeschnittene Fortbildung zum Thema Inklusion belegen.
Im Jahr 2020 ist der Jakob-Muth-Preis im Deutschen Schulpreis aufgegangen.

## Der Preis
Der Preis wurde im Jahr 2009 ins Leben gerufen und nimmt Bezug auf die UN-Behindertenrechtskonvention, die im selben Jahr in Deutschland in Kraft trat. Er stand bis 2014 unter dem Motto „Gemeinsam lernen mit und ohne Behinderung“, das zunächst auch der Untertitel des Preises war. Im Jahr 2014 wurde dieser Namenszusatz gestrichen, mit der Begründung, dass Inklusion über das gemeinsame Lernen von Kindern mit und ohne Behinderung hinausgehe. Inklusion bedeutet nach Einschätzung der Projektträger vielmehr, „jeden Einzelnen wertzuschätzen, den Blick auf die Bedürfnisse und Fähigkeiten aller Kinder zu richten und allen eine bessere Teilhabe zu ermöglichen“. Der Preis ist nach dem sozialdemokratischen Pädagogen Jakob Muth (1927–1993) benannt, einem Vordenker der Gesamtschule, der sich früh für die gemeinsame Erziehung behinderter und nicht behinderter Kinder eingesetzt hat.

## Preisverleihung
Der Preis wird seit 2009 normalerweise jährlich verliehen. Der Ort der Verleihung wechselt. Die Verleihung 2017 war in Rostock, dem Standort einer der ausgezeichneten Schulen; zu den Preisträgern des Jahres 2017 gehört auch die Stadt Oldenburg. Seit seinem Bestehen haben sich über 600 Schulen um den Preis beworben, 32 davon aus zusammen zwölf Bundesländern wurden ausgezeichnet. Im Jahr 2019 wurde erstmals ein Publikumspreis für inklusive Schülerprojekte verliehen.

## Kriterien der Verleihung und Jury
Über die zu ehrenden Schulen bzw. Verbünde entscheiden die Projektträger auf Basis der Beratung durch eine ehrenamtliche Jury. 2017 gehörten zu den rund 20 Mitgliedern Erziehungswissenschaftler, Schulpraktiker sowie Vertreter aus Politik, Zivilgesellschaft und Elternverbänden. Bei Bewerbern um den Preis für Einzelschulen sind folgende fünf Bereiche relevant für die Verleihung: 1. Schule auf dem Weg zur Inklusion, 2. Inklusives Lernen, 3. Inklusives Lehren und Arbeiten, 4. Inklusion und Leistung sowie 5. Inklusion und Gesellschaft. Die Kriterien werden stetig aktualisiert und weiterentwickelt, insbesondere auch, um einem erweiterten Verständnis von Inklusion über das gemeinsame Lernen von Schülern mit und ohne Behinderung hinaus Rechnung zu tragen. Bei den Bewerbungen mehrerer Schulen bzw. anderer beteiligter Institutionen („Verbundbewerbungen“) bewerten die Juror folgende Tätigkeitsbereiche: 1. Struktur und Organisation des Verbundes, 2. Zusammenarbeit im Verbund, 3. Zusammenarbeit mit dem Umfeld.